# Чемпионат Армении по боксу 2014
Чемпионат Армении по боксу 2014 года проходил в Ереване с 25 февраля по 2 марта 2014 года.

## Медалисты
| Весовая категория            | Золото            | Серебро          | Бронза                         |
| ---------------------------- | ----------------- | ---------------- | ------------------------------ |
| Минимальный вес (— 49 кг)    | Корюн Согомонян   | Сурен Аракелян   | Давид Алавердян                |
| Наилегчайший вес (— 52 кг)   | Нарек Абгарян     | Гарегин Аветисян | Геворг Товмасян Давид Саргсян  |
| Легчайший вес (— 56 кг)      | Генрик Мокоян     | Артур Мовсисян   | Ваан Саргсян Эрнест Назарян    |
| Полулёгкий вес (— 60 кг)     | Артур Варданян    | Айрик Назарян    | Андраник Хлоян Карен Тонаканян |
| Лёгкий вес (— 64 кг)         | Оганес Бачков     | Ара Пулузян      | Гор Ерицян Максим Акопов       |
| Полусредний вес (— 69 кг)    | Владимир Маргарян | Лео Папян        | Рафаэль Барсегян               |
| Первый средний вес (— 75 кг) | Арман Овникян     | Арман Дарчинян   | Артем Галстян Гор Джевеликян   |
| Второй средний вес (— 81 кг) | Никол Арутюнов    | Руслам Ибрагимян | Тигран Арменакян Левон Бабаян  |
| Полутяжёлый вес (— 91 кг)    | Генрик Саргсян    | Арам Иклимян     | Размик Арутюнян Карен Акопян   |
| Супертяжёлый вес (+ 91 кг)   | Рафаэль Симонян   | Агаси Меграбян   | Акоп Мелконян Аркадий Арутюнян |